# Digiscoping

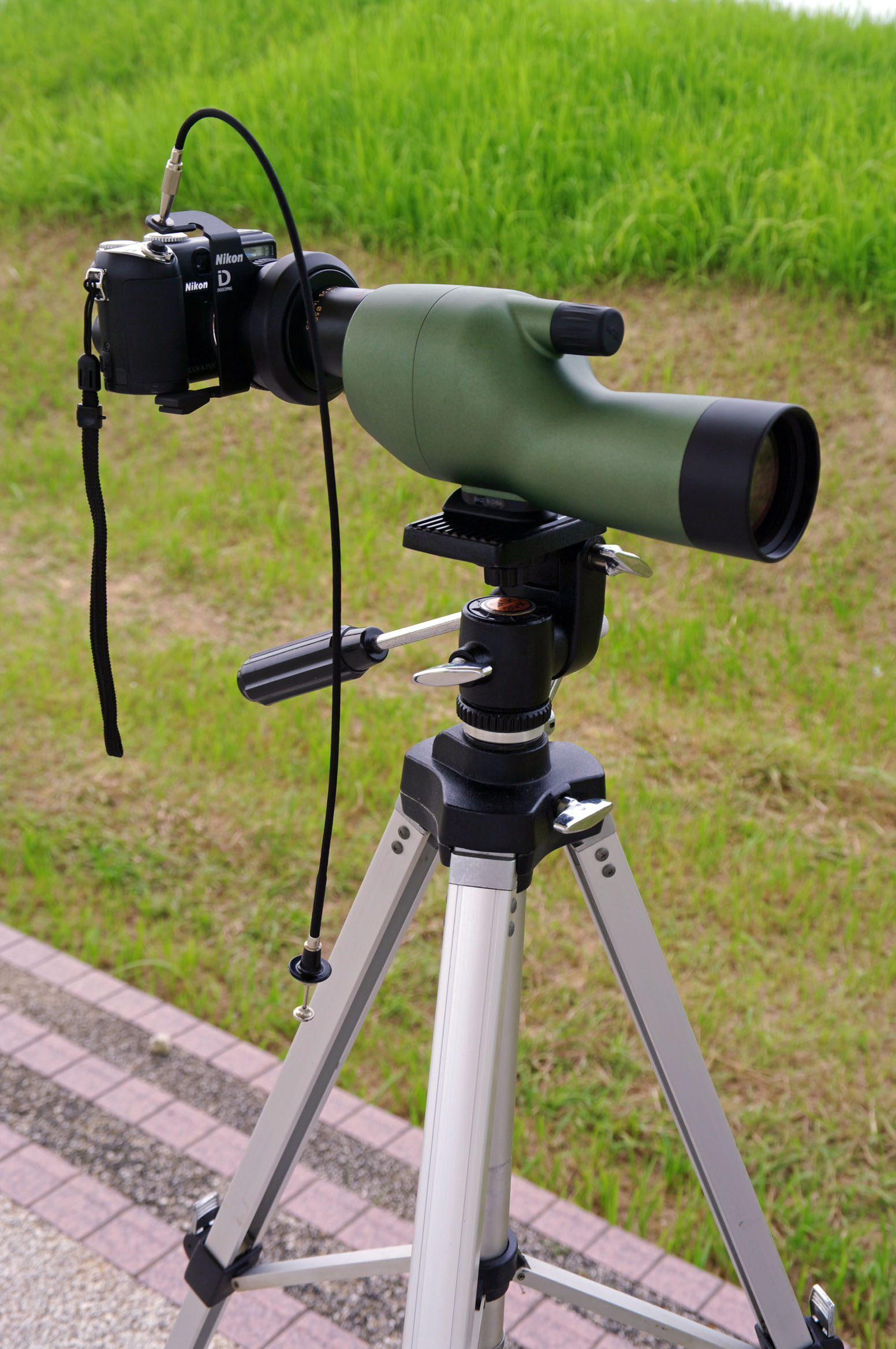
Digiscoopset

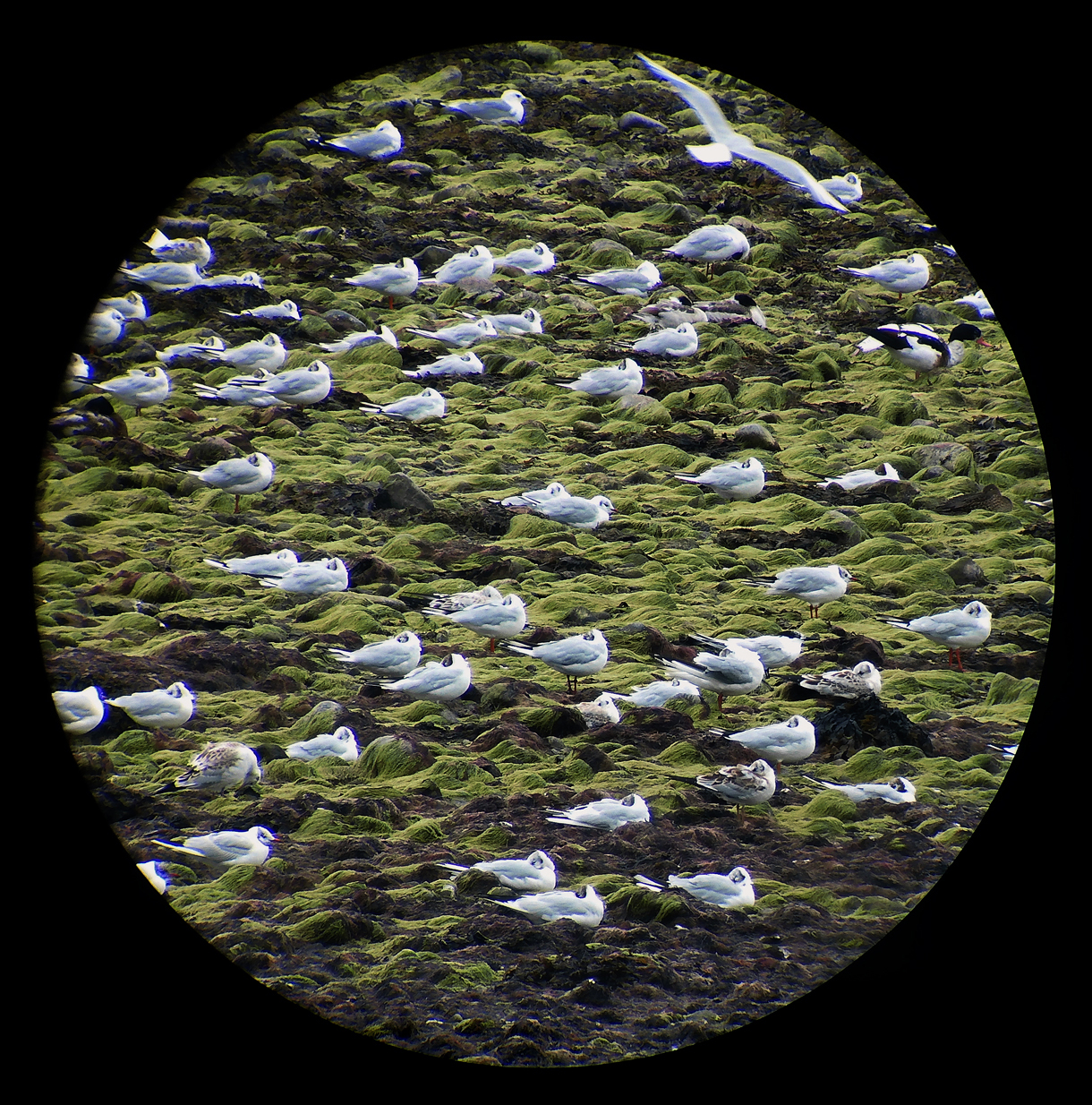
Een typisch ongecropt digiscope-beeld, de spotting scope heeft een vergroting van 20× en de brandpuntsafstand van de camera is 24 mm, de afstand tot het onderwerp is ongeveer 90 meter.

Digiscoping is het maken van foto's met een digitale camera door een telescoop heen.
Als een telescoop dicht bij de lens van een camera wordt gehouden, dan kan er scherp gesteld worden. Wanneer de camera niet scherp kan stellen, wordt soms de oculair van de telescoop verwijderd. Met behulp van een digitale camera die enigszins (3×) kan inzoomen kan meestal een beeldvullende afbeelding gemaakt worden, zonder zwarte randen.
Door middel van een adapter of verbindingsstuk kan de camera op een vaste afstand van de telescoop gehouden worden. Het scherpstellen gebeurt op de achterzijde van de camera op het lcd-schermpje. Op dezelfde wijze kan een digitale camera aan een microscoop gekoppeld worden.
Een nadeel is dat het wat langer duurt om de camera in te stellen en scherp te stellen, en dat er een langere belichtingstijd nodig is. Daarom is digiscoping voornamelijk geschikt voor stilstaande voorwerpen.
Digiscoping wordt door onder anderen vogelaars gebruikt.
Een aantal nieuwe telescopen hebben mogelijkheden om een adapter voor digiscoping te monteren. Het is echter ook eenvoudig om zelf een adapter te maken. Het verbindingsstuk kan een metalen of kunststof buisje zijn. Om de camera aan de telescoop te koppelen, kunnen ze ook op een ondergrond (bijvoorbeeld een houten plankje) bevestigd worden.